# Purku
Purku – wieś w Estonii, prowincji Rapla, w gminie Raikküla.